# Emu (журнал)
Emu (Emu - Austral Ornithology, ISSN 0158-4197) — австралийский орнитологический журнал для публикации научных исследований в различных областях науки о птицах.

## История
С 1901 года публикуется Royal Australasian Ornithologists Union.
На начало 2010 года было опубликовано 110 томов. Индекс цитирования (импакт фактор) равен 0.861.
Главный редактор Dr Kate Buchanan, Университет Дикина, Австралия.

## ISSN
- ISSN: 0158-4197  (print)
- eISSN: 1448-5540 (web)